# Samsung Galaxy S22
Samsung Galaxy S22 es una serie de teléfonos inteligentes con sistema operativo Android 12  diseñados, desarrollados, fabricados y comercializados por Samsung Electronics como parte de su serie Samsung Galaxy S. Fue presentado en el evento Galaxy Unpacked de Samsung en 9 de febrero de 2022, está línea es el sucesor de las líneas Galaxy S21 y Galaxy Note 20.

## Línea
La línea S22 consta de tres dispositivos. El Galaxy S22 es el más barato con una pantalla de 6,1 pulgadas (15 cm). El Galaxy S22+ tiene un hardware similar con un tamaño más grande, de 6,6 pulgadas (17 cm), carga rápida y mayor capacidad de batería. El Galaxy S22 Ultra tiene una pantalla de 6,8 pulgadas (17 cm) y tiene la mayor capacidad de batería, una configuración de cámara más avanzada, y una pantalla de mayor resolución en comparación con el S22 y el S22+, así como un S-Pen integrado.

## Diseño
La línea Galaxy S22 tiene un diseño similar a los teléfonos anteriores de la gama Note, con una pantalla Infinity-O que contiene un corte circular en la parte superior central para la cámara selfie frontal. Los tres modelos usan Gorilla Glass Victus+ para el panel posterior, a diferencia de la línea S21 que tenía plástico en el S21 pequeño. El conjunto de cámaras traseras del S22 y S22+ tiene un marco metálico, mientras que el S22 Ultra tiene una protuberancia de lente separada para cada parte de la cámara.

## Especificaciones

### Hardware

#### Chip
La línea S22 consiste de tres modelos con varias especificaciones de hardware. Los modelos internacionales de la línea S22 utilizan Exynos 2200, mientras que los modelos de EE. UU, Argentina, Australia, Canadá, México, China, India y el sudeste asiático utilizan Qualcomm Snapdragon 8 Gen 1.

#### Pantalla
La serie S22 cuenta con pantallas "Dynamic AMOLED 2X" con soporte HDR10+ y tecnología de "mapeo dinámico de tonos". Todos los modelos utilizan un sensor ultrasónico de huellas dactilares de segunda generación ubicado dentro de la pantalla.
| Modelo    | Tamaño de la pantalla | Resolución de pantalla | Frecuencia de actualización máxima | Frecuencia de actualización variable | Forma        |
| --------- | --------------------- | ---------------------- | ---------------------------------- | ------------------------------------ | ------------ |
| S22       | 6,1 plg (15 cm)       | 2340×1080              | 120 Hz                             | 10 Hz a 120 Hz                       | Lados planos |
| S22+      | 6,6 plg (17 cm)       | 2340×1080              | 120 Hz                             | 10 Hz a 120 Hz                       | Lados planos |
| S22 Ultra | 6,8 plg (17 cm)       | 3088×1440              | 120 Hz                             | 1 Hz a 120 Hz                        | Lados curvos |

#### Almacenamiento
| Modelos    | Galaxy S22 | Galaxy S22     | Galaxy S22+ | Galaxy S22+    | Galaxy S22 Ultra | Galaxy S22 Ultra |
| ---------- | ---------- | -------------- | ----------- | -------------- | ---------------- | ---------------- |
|            | RAM        | Almacenamiento | RAM         | Almacenamiento | RAM              | Almacenamiento   |
| variante 1 | 8 GB       | 128 GB         | 8GB         | 128GB          | 8GB              | 128GB            |
| variante 2 | 8 GB       | 256 GB         | 8 GB        | 256 GB         | 12 GB            | 256GB            |
| variante 3 | -          | -              | -           | -              | 12GB             | 512 GB           |
| variante 4 | -          | -              | -           | -              | 12GB             | 1TB              |

El S22 y S22+ ofrecen 8 GB de RAM y 128 GB y 256  (se elige al momento de la compra) de GB para almacenamiento interno. El S22 Ultra tiene 8 GB de RAM con 128 GB, así como una variante de 12  GB de RAM con 256 GB, 512 GB y 1 de TB para almacenamiento interno. Los tres modelos carecen de una ranura para tarjeta microSD.

#### Baterías
El S22, S22+ y S22 Ultra contienen baterías Li-Po no extraíble de 3700. mAh, 4500 mAh y 5000  mAh respectivamente. El S22 admite la carga por cable a través de USB-C de hasta 25 W (usando USB Power Delivery ), mientras que el S22+ y el S22 Ultra tienen una carga más rápida de 45 W. Los tres tienen carga inductiva Qi de hasta 15W. Los teléfonos también tienen la capacidad de cargar otros dispositivos compatibles con Qi con la propia batería del S22, que tiene la marca "Wireless PowerShare", hasta 4,5 W.

#### Conectividad
Los tres teléfonos admiten redes 5G SA/NSA. El Galaxy S22 es compatible con Wi-Fi 6 y Bluetooth 5.2, mientras que el Galaxy S22+ y S22 Ultra son compatibles con Wi-Fi 6E y Bluetooth 5.2. Los modelos S22+ y S22 Ultra también son compatibles con Ultra Wideband (UWB) para comunicaciones de corto alcance similares a NFC (que no debe confundirse con 5G mmWave, que Verizon comercializa como Ultra Wideband). Samsung utiliza esta tecnología para su nueva función "SmartThings Find" y el Samsung Galaxy SmartTag+ .

#### Cámaras
| Modelos                 | Modelos          | Galaxy S22 y S22+                                              | Galaxy S22 Ultra                                                    |
| ----------------------- | ---------------- | -------------------------------------------------------------- | ------------------------------------------------------------------- |
| Amplio                  | Especificaciones | 50 MP, f/1,8, 24 mm, 1/1,56", PDAF de doble píxel, OIS         | 108 MP, f/1,8, 24 mm, 1/1,33", PDAF, AF láser, OIS                  |
| Amplio                  | Modelo           | Samsung S5KGN5                                                 | Samsung S5KHM3 Archivado el 21 de abril de 2022 en Wayback Machine. |
| Ultra ancho             | Especificaciones | 12 MP, f/2.2, 13 mm, 1/2.55", PDAF de doble píxel en S22 Ultra | 12 MP, f/2.2, 13 mm, 1/2.55", PDAF de doble píxel en S22 Ultra      |
| Ultra ancho             | Modelo           | Sony IMX563                                                    | Sony IMX563                                                         |
| Telefotográfico         | Especificaciones | 10 megapíxeles, f/2,4, 70 mm, 1/3,94", PDAF, OIS               | 10 MP, f/2,4, 70 mm, 1/3,52", PDAF de doble píxel, OIS              |
| Telefotográfico         | Modelo           | Samsung S5K3K1                                                 | Sony IMX754                                                         |
| Teleobjetivo periscopio | Especificaciones | -                                                              | 10 MP, f/4,9, 240 mm, 1/3,52", PDAF de doble píxel, OIS             |
| Teleobjetivo periscopio | Modelo           | -                                                              | Sony IMX754                                                         |
| Parte delantera         | Especificaciones | 10 megapíxeles, f/2,2, 26 mm, 1/3,24", PDAF                    | 40 megapíxeles, f/2,2, 26 mm, 1/2,8", PDAF                          |
| Parte delantera         | Modelo           | sony imx374                                                    | Samsung S5KGH1                                                      |

El S22 y el S22+ tienen un sensor amplio de 50 MP, un sensor de teleobjetivo de 10 MP con zum óptico de 3x y un sensor ultra amplio de 12 MP. El S22 Ultra conserva el sensor de 108 MP de su predecesor con un HDR de 12 bits. También tiene dos sensores de teleobjetivo de 10 MP con zum óptico de 3x y 10x, así como un sensor ultra gran angular de 12 MP. La cámara frontal usa un sensor de 10 MP en el S22 y S22+, y un sensor de 40 MP en el S22 Ultra.
La línea Galaxy S22 puede grabar video HDR10+ y es compatible con HEIF .

##### Modos de vídeo compatibles
La línea Samsung Galaxy S22 admite los siguientes modos de video:
- 8K a 24 fps (posiblemente hasta 30 fps en S22 Ultra)
- 4K a 30/60 fps
- 1080p a 30/60/240 fps
- 720p a 960 fps (a 480 fps se interpolan a 960 fps en el S22 Ultra)

Los fotogramas fijos extraídos de videos de alta resolución pueden actuar como fotografías independientes.

#### S Pen
El S22 Ultra es el primer teléfono de la línea S que incluye un S Pen incorporado, una característica distintiva de la serie Note. El S Pen tiene una latencia mínima de 2,8 ms, reducida de 26 ms en el Note 20 y 9 ms en el Note 20 Ultra y S21 Ultra, y consigue un 'sistema de predicción de coordinación basado en inteligencia artificial. El S Pen también admite gestos aéreos y el sistema Air Action.

### Software
Los teléfonos S22 se lanzaron con Android 12 (One UI 4.1) y los servicios móviles de Google, con el software One UI de Samsung. Todos usan Samsung Knox para mejorar la seguridad del dispositivo y existe una versión separada para uso empresarial.

## Problemas

### Parpadeos en pantalla
Algunas unidades del Galaxy S22 Ultra con el procesador Exynos presentan un fallo en la pantalla que produce parpadeos y columnas verticales de pixeles, este problema ocurre cuando la pantalla tiene configuración WQHD y modo natural, y se corrigió posteriormente con una actualización de software

### Game Optimizing Service
En marzo de 2022 se descubrió un problema en un servicio que limitaba el rendimiento de juegos para mantener la batería y el rendimiento, sin embargo este problema también afectaba a aplicaciones tanto de la propia Samsung como de otros desarrolladores, este problema se resolvió con una actualización lanzada el 17  de marzo de 2022, la compañía fue puesta en investigación en Corea del Sur por este problema bajo "Publicidad engañosa" 

## Galería

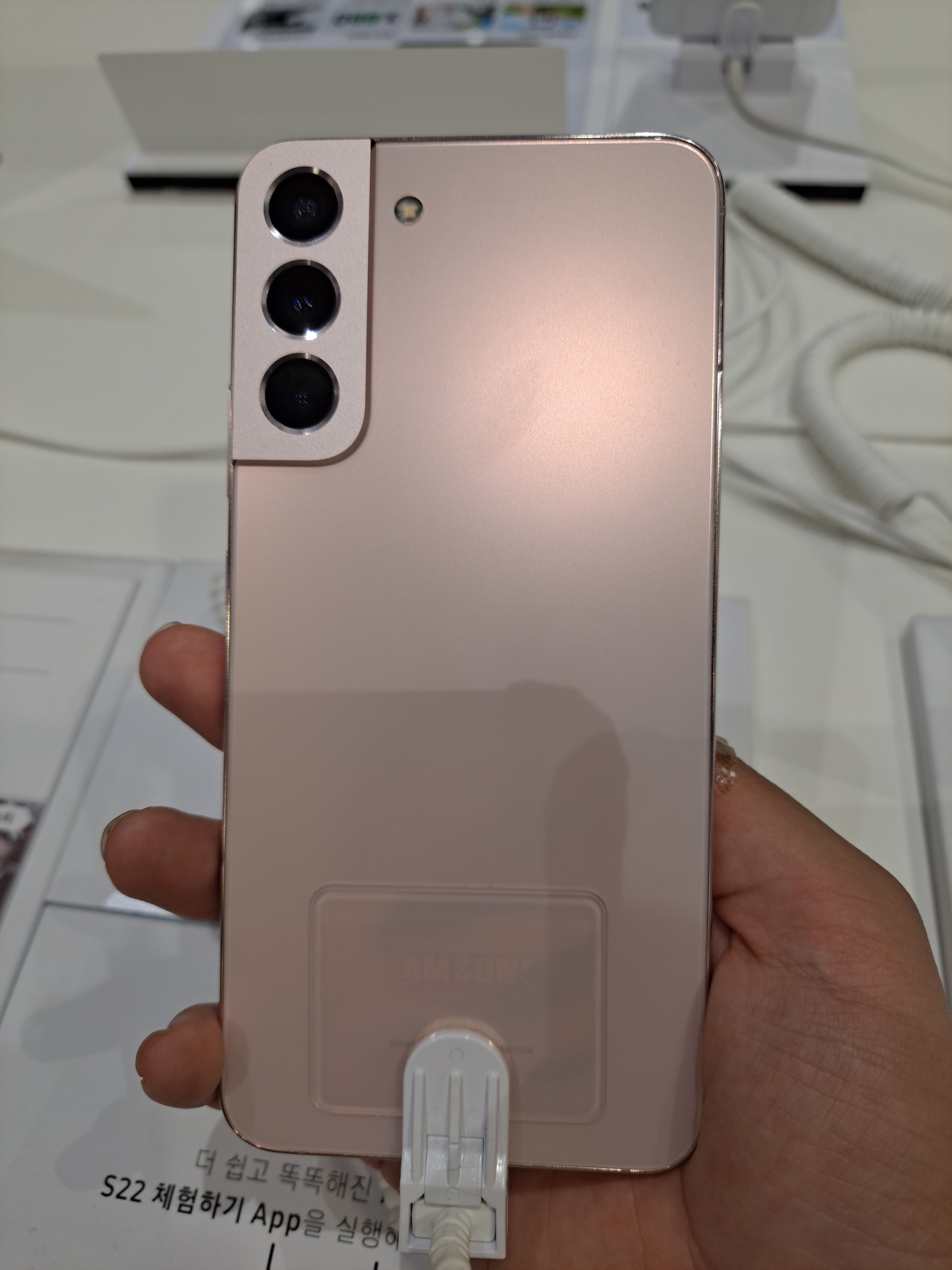
Back of the Samsung Galaxy S22
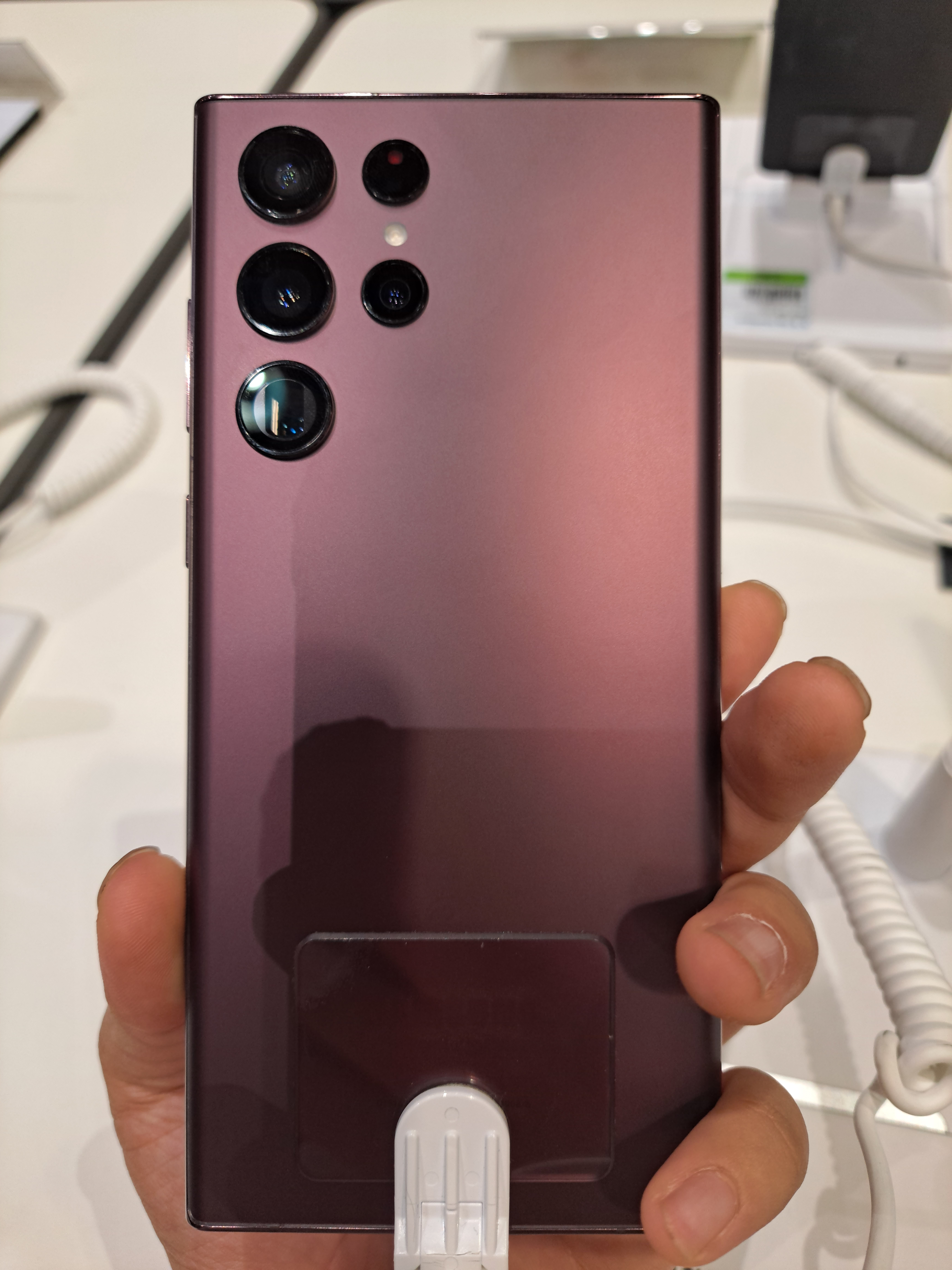
Back of the Samsung Galaxy S22 Ultra
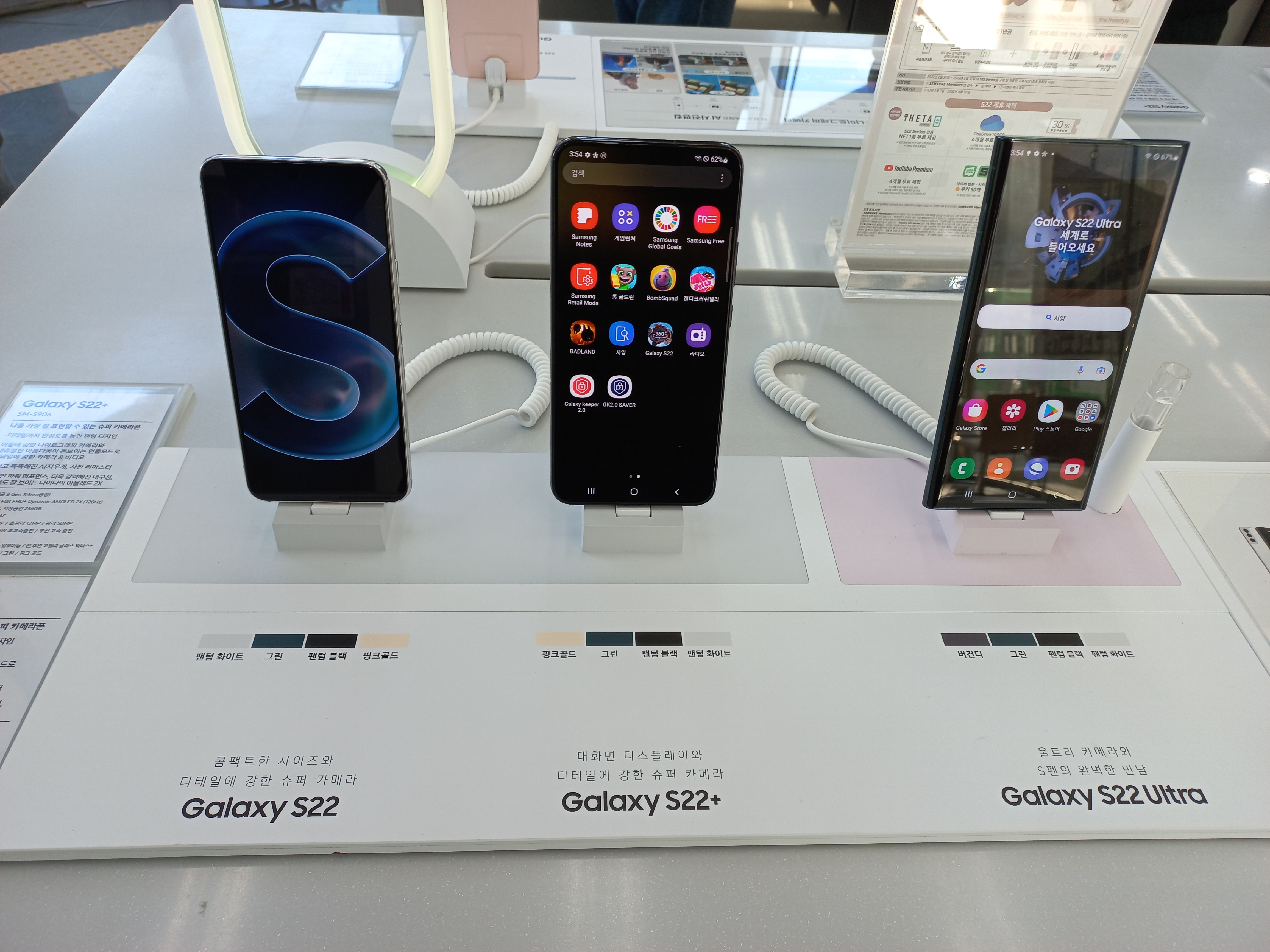
Línea Galaxy S22
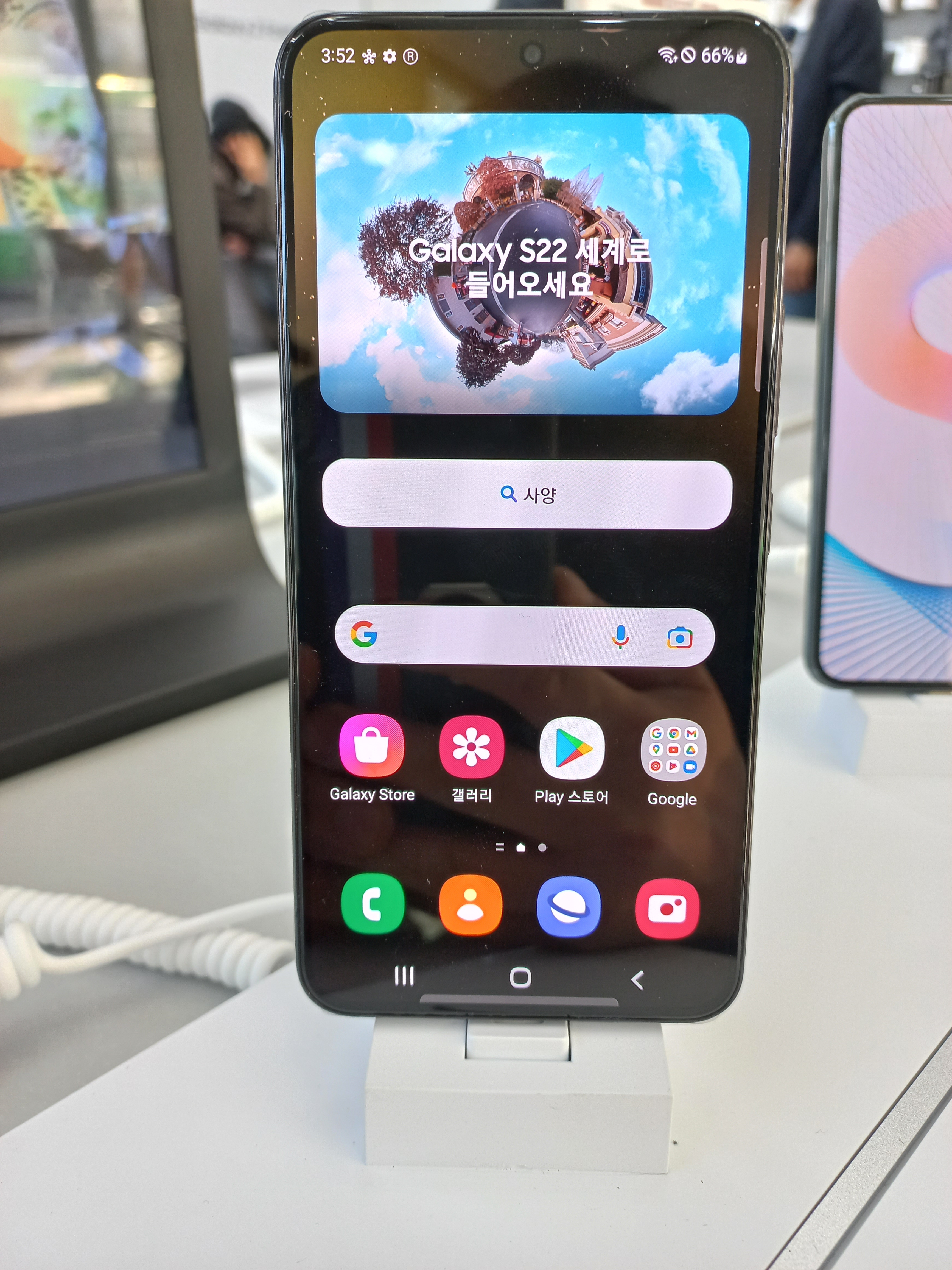
Galaxy S22
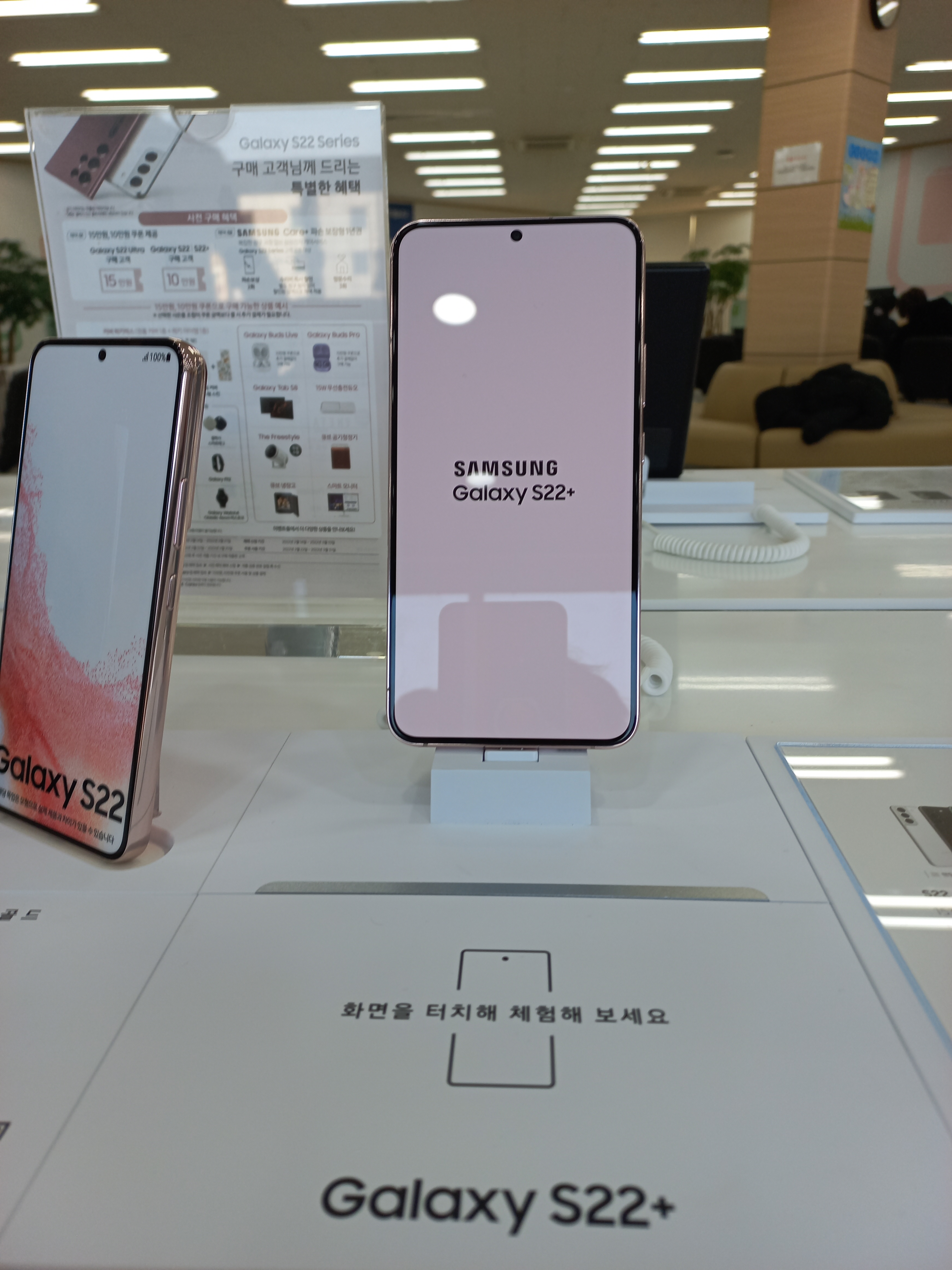
Galaxy S22+
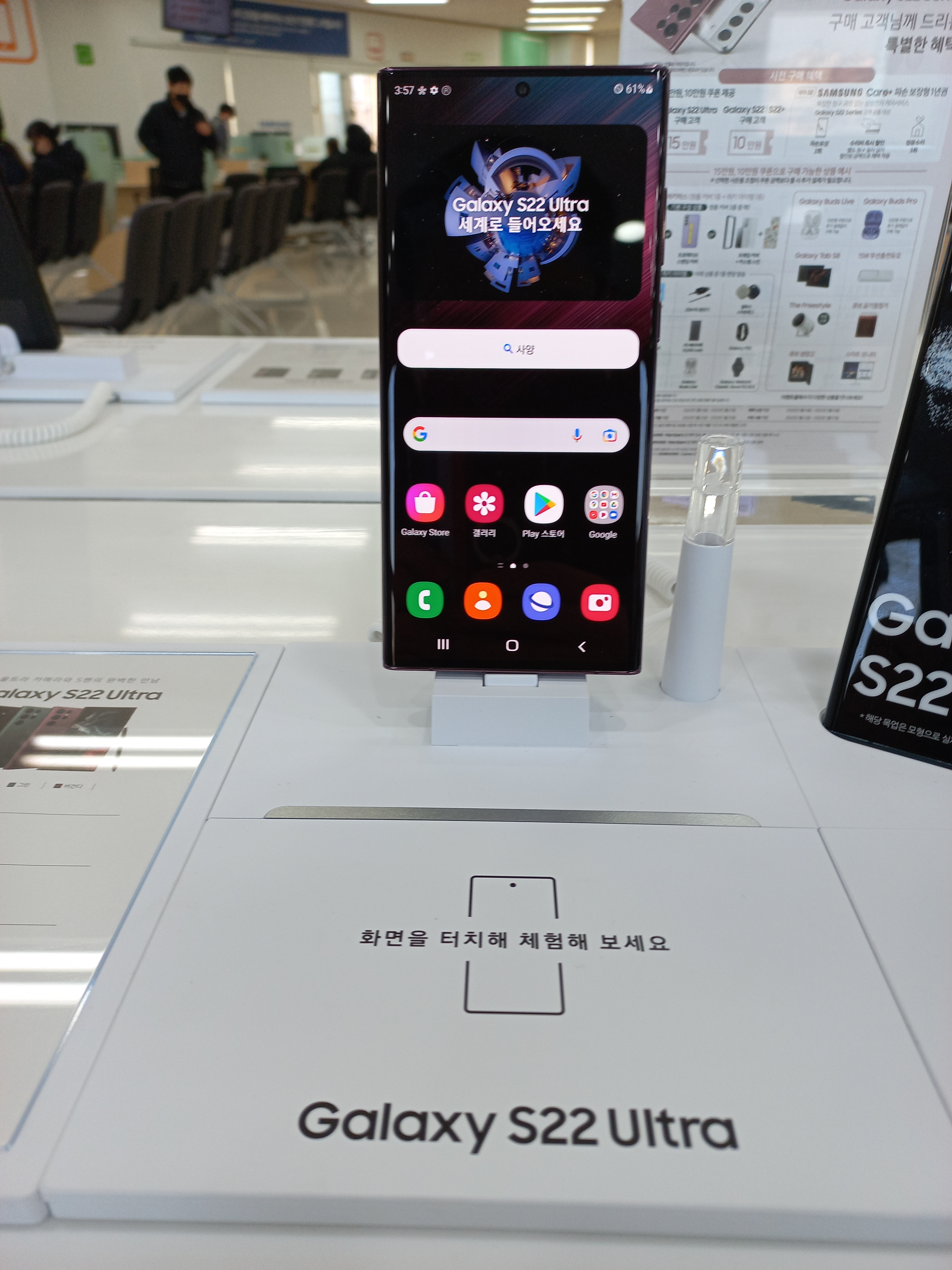
Galaxy S22 Ultra